# Jia Zhangke

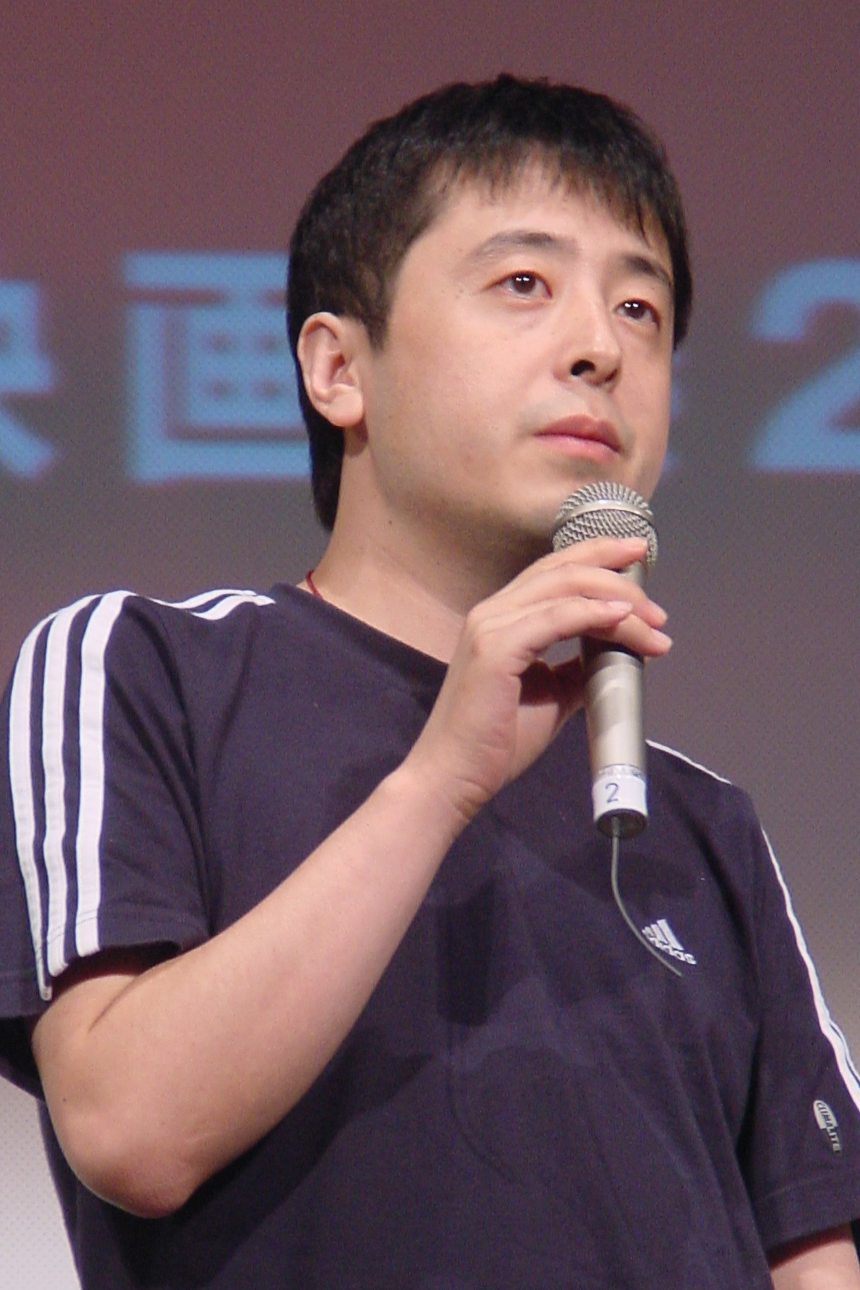
Jia Zhangke en 2005.

Jia Zhangke (Shanxi, 1970) es un director de cine chino. Nació en 1970 en Fanyang, en la provincia de Shanxi, China. Se licenció en la Academia de Cine de Pekín y realizó su primera película, Xiao Wu, en 1998. Actualmente vive en Pekín y participa activamente en el desarrollo del cine independiente en China. 

## Filmografía
- 1994 You yi tian, zai Beijing (Un día en Beijing) (Cortometraje)
- 1995 Du Du (Cortometraje)
- 1995 Xiaoshan hui jia (Xiaoshan vuelve a casa) (Cortometraje)
- 1998 Xiao Wu
- 2000 Zhantai (Plataforma)
- 2001 Gong gong chang suo (En público)
- 2002 Ren xiao yao (Placeres desconocidos)
- 2004 Shijie (El mundo)
- 2006 Naturaleza muerta (Sanxia Haoren)
- 2006 Dong (documental sobre el pintor Liu Xiaodong)
- 2007 Useless (Wuyong)
- 2008 24 City
- 2008 Heshang aiqing (Cry Me a River) (Cortometraje)
- 2013 Un toque de violencia
- 2015 Más allá de las montañas
- 2018 Ash Is Purest White
- 2020 Yi zhi you dao hai shui bian lan (Swimming Out Till the Sea Turns Blue)[1]
- 2020 Lai Fang (Cortometraje)[2]

## Premios y distinciones
Festival Internacional de Cine de Cannes
| Año  | Categoría   | Película              | Resultado |
| ---- | ----------- | --------------------- | --------- |
| 2013 | Mejor guion | Un toque de violencia | Ganador   |

Festival Internacional de Cine de Venecia
| Año  | Categoría                            | Película          | Resultado |
| ---- | ------------------------------------ | ----------------- | --------- |
| 2000 | Premio Netpac                        | Platform          | Ganador   |
| 2006 | León de Oro                          | Naturaleza muerta | Ganador   |
| 2006 | Premio Doc/It                        | Dong              | Ganador   |
| 2006 | Premio Abierto                       | Dong              | Ganador   |
| 2007 | Premio Orizzonti al mejor documental | Useless           | Ganador   |

Festival Internacional de Cine de San Sebastián
| Año  | Categoría          | Película                 | Resultado |
| ---- | ------------------ | ------------------------ | --------- |
| 2015 | Premio del público | Más allá de las montañas | Ganador   |

- 1998 : Alcan Dragons And Tigers Award For Young Cinema en el Festival internacional de cine de Vancouver, por Xiao Wu.
- 1998 : New Currents Award en el Festival internacional de cine de Pusan, por Xiao Wu.
- 1998 : Montgolfière d'Or en el Festival de los 3 Continentes, por Xiao Wu.
- 2000 : Montgolfière d'Or en el Festival de los 3 Continentes, por Plataforma.
- 2001 : Premio FIPRESCI y Premio Don Quijote en el Festival internacional de cine de Friburgo, por Plataforma.
- 2002 : Gran Premio en el Festival Internacional de Marsella por Gong gong chang suo.
- 2003 : Mención especial de la FIPRESCI y la Netpac por Ren xiao yao .
- 2010 : Premio Príncipe Claus